# Sceloenopla balyi
Sceloenopla balyi là một loài bọ cánh cứng trong họ Chrysomelidae. Loài này được Grimshaw miêu tả khoa học năm 1897.